# 猫町倶楽部
猫町倶楽部（ねこまちくらぶ）は、2006年9月名古屋で設立された読書会組織。東京、名古屋、関西、金沢、福岡で活動。会員数約9000人。ビジネス系読書会「アウトプット勉強会」、文学系読書会「文学サロン月曜会」がその中心。年間約150回の読書会と36回のシネマテーブルを開催、年間述べ8000人が参加。
- 名古屋アウトプット勉強会
- 東京アウトプット勉強会
- 関西アウトプット勉強会
- 名古屋文学サロン月曜会
- 東京文学サロン月曜会
- 関西文学サロン月曜会
- 金沢文学サロン月曜会
- 福岡文学サロン月曜会
- 名古屋シネマテーブル水曜会
- 東京シネマテーブル水曜会
- 関西シネマテーブル水曜会
- 名古屋藝術部
- 東京藝術部
- 猫町UG（アンダーグラウンド）
- フィロソフィア名古屋
- フィロソフィア東京